# Албрехт Фридрих фон Зайн-Витгенщайн-Берлебург
Албрехт Фридрих Август Карл Лудвиг Кристиан фон Зайн-Витгенщайн-Берлебург (на немски: Albrecht Friedrich August Karl Ludwig Christian 3.Fürst zu Sayn-Wittgenstein-Berleburg; * 16 март 1834, Берлебург; † 9 ноември 1904) е 3. княз на Сайн-Витгенщайн-Берлебург и племенен господар.

## Биография
Той е големият син на последния управляващ 2. княз Фридрих Албрехт Лудвиг Фердинанд фон Зайн-Витгенщайн-Берлебург (1777 – 1851) и съпругата му графиня Кристиана Шарлота Вилхелмина фон Ортенбург (1802 – 1854), дъщеря на граф Йозеф Карл Леополд Фридрих Лудвиг фон Ортенбург (1780 – 1831) и графиня Каролина Луиза Вилхелмина фон Ербах-Ербах (1779 – 1825). Братята му са Густав (1837 – 1889) и Карл (1839 – 1887).
През 1806 г. княжеството отива към Великото херцогство Хесен и през 1816 г. към Прусия. Албрехт последва през 1851 г. баща си като племенен господар в Кралство Прусия. Той е представян в „Провинциалния ландтаг на провинция Вестфалия“ през 1868 г. от брат му Густав, 1865 и 1871 г. от брат му Карл. Като племенен господар той е също член на „Пруския Херенхауз“, но не се появява там.
Албрехт не се жени. Той умира на 9 ноември 1904 г. на 70 години. Племенен господар става племенникът му Рихард (1882 – 1925), син на брат му Густав (1837 – 1889).